# Kongó (csimpánz)

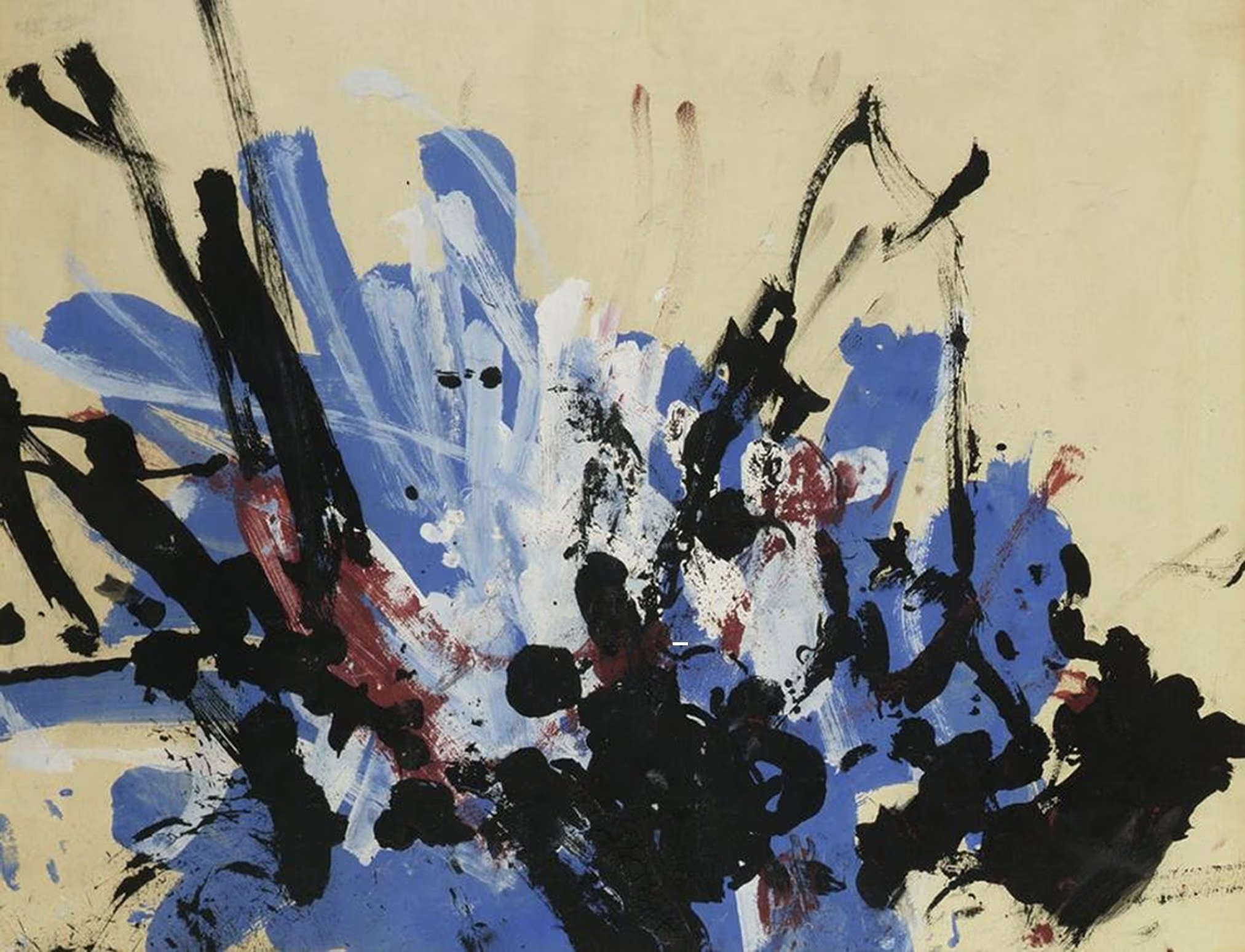
Alkotása

Kongó (Congo) volt a neve annak a csimpánznak, amely megtanult papírra és vászonra festeni, Desmond Morris zoológus, etológus és szürrealista festő „tanítványaként”. Az 1950-es évek végén festett a legtöbbet. Az absztrakt impresszionizmus irányzatához sorolták.
A korabeli műkritikusok reakciója vegyes volt, a lesújtótól a szkeptikusig.
Beszélik, hogy Pablo Picasso kiakasztotta Kongó egy képét a műstúdiójában. Howard Long amerikai gyűjtő 2005-ben 26 ezer dollárért vásárolta meg Kongó három munkáját.